# سیستم ایجاد بازی
سیستم ایجاد بازی (به انگلیسی: Game creation system) یک موتور بازی‌سازی ویژه‌ای می‌باشد که برای مصرف‌کنندگان طراحی شده و شامل مجموعه‌ای از ابزارهای تخصصی طراحی و گاهی یک زبان اسکریپت‌نویسی ساده نیز دارد. این سیستم به کاربران امکان می‌دهد بدون نیاز به دانش برنامه‌نویسی پیشرفته، بازی‌های ویدئویی خود را به‌سرعت طراحی، توسعه و آزمایش نمایند.
برخلاف موتورهای بازی‌سازی که بیشتر برای توسعه‌دهندگان حرفه‌ای ساخته شده‌اند، سیستم‌های ساخت بازی ورود راحت‌تری برای مبتدیان و علاقه‌مندان به طراحی بازی فراهم می‌کنند و معمولاً برای پیاده‌سازی رفتارهای ساده یا عملکردهای ابتدایی نیاز به کدنویسی کمی یا اصلاً ندارند. اگرچه در ابتدا این سیستم‌ها زیاد جدی گرفته نمی‌شدند، اما ابزارهایی مانند یونیتی، پیکسل گیم میکر ام‌وی و گیم‌میکر نقش مهمی در رشد بازی‌سازی مستقل داشتند و حالا این سیستم‌ها اعتبار بیشتری پیدا کرده‌اند. در حال حاضر، جشنواره بازی‌های مستقل بازی‌هایی که با این پلتفرم‌ها ساخته شده‌اند را به رسمیت می‌شناسد.

## همچنین ببینید
- موتور بازی
- ویرایشگر لول